# 235 г. пр.н.е.
235 (двеста тридесет и пета) година преди новата ера (пр.н.е.) е година от доюлианския (Помпилийски) римски календар.

## Събития

### В Римската република
- Консули са Тит Манлий Торкват и Гай Атилий Булб.
- Тoркват завършва овладяването на Сардиния.[1]
- Консулите церемониално затварят вратите на храма на Янус като знак, че Рим е в мир с всички народи.[2]
- За първи път пред публика е представена творба на Гней Невий.

### В Гърция
- Арат Сикионски е избран шести път за стратег на Ахейския съюз.[3]
- Арат атакува Аргос и превзема Клеоне.[3]
- Умира тиранът на Аргос Аристип. Негов наследник става Аристомах.[3]
- Лидиад абдикира като тиран на Мегалополис и градът се присъединява към Ахейския съюз.[3]
- Клеомен III става цар на Спарта.[3]

## Родени
- Сципион Африкански, римски политик и военачалник във Втората пуническа война известен с победата си над Ханибал при Зама отредила му място сред най-бележитите пълководци в историята (умрял 183 г. пр.н.е.)

## Починали
- Аристип Аргоски, тиран на Аргос
- Леонид II, спартански цар